# Хан, Биргит
Биргит Хан (нем. Birgit Hahn, род. 29 июня 1958, Мёнхенгладбах, Северный Рейн-Вестфалия) — немецкая хоккеистка (хоккей на траве), полевой игрок. Серебряный призёр летних Олимпийских игр 1984 года, чемпионка мира 1976 года, серебряный призёр чемпионата мира 1978 года, бронзовый призёр чемпионата Европы 1984 года.

## Биография
Биргит Хан родилась 29 июня 1958 года в западногерманском городе Мёнхенгладбах.
Играла в хоккей на траве за «Фирзенер», «Шварц-Вайс» из Нойса и «Мюнхнер».
Дважды выигрывала медали чемпионата мира: на её счету золото в 1976 году в Амстелвене и серебро в 1978 году в Мадриде.
В 1984 году завоевала бронзовую медаль чемпионата Европы в Лилле.
В том же году вошла в состав женской сборной ФРГ по хоккею на траве на летних Олимпийских играх в Лос-Анджелесе и завоевала серебряную медаль. Играла в поле, провела 5 матчей, забила 1 мяч в ворота сборной США.
В 1977 году завоевала золотую медаль чемпионата Европы по индорхоккею в Брюсселе.
В 1975—1984 годах провела за сборную ФРГ 91 матч (80 на открытых полях, 11 в помещении).

## Семья
Племянница Лиза Хан-Альтенбург (род. 1989) выступает за женскую сборную Германии по хоккею на траве, участвовала в летних Олимпийских играх 2012 и 2016 годов, завоевав бронзовую медаль в Рио-де-Жанейро.